# Coppa di Arkesilas
La Coppa di Arkesilas è un kylix prodotto dal ceramista laconico noto come Pittore di Arkesilas, il cui nome deriva proprio da questo kylix. La coppa raffigura il sovrano Arcesilao II (Arkesilas), re di Cirene, ed è datata tra il 565 e il 560 a.C. La coppa fu trovata a Vulci ed è esposta al Cabinet des médailles della Biblioteca nazionale di Francia a Parigi (inventario 189).
Il re è raffigurato mentre osserva sette uomini che stanno imballando, pesando e immagazzinando beni commerciali. Delle iscrizioni indicano più in dettaglio le loro attività e il nome del re. Non è chiaro quale prodotto o prodotti stiano caricando; alcuni studiosi suggeriscono che si tratti del silfio, una pianta rara della quale Cirene aveva il monopolio, e l'attento controllo da parte del re sembrerebbe dare credito a questa ipotesi. Diversi animali africani sottolineano l'ambientazione africana della raffigurazione.
Per stile e motivo, questo dipinto è unico nell'arte antico. Immagini raffiguranti scene così connesse con la vita lavorativa sono molto rare, così come quelle raffiguranti Archesilao II. Estremamente importante per la storia della tecnologia è la raffigurazione delle bilance a piatti, poiché ne sono raffigurati l'uso e la struttura. Inoltre è importante che tali immagini siano state prodotte in Laconia, a dimostrare gli stretti legami tra Sparta e l'Africa settentrionale; un altro vaso dello stesso pittore, raffigurante la ninfa Kyrene (patrona di Cirene) che lotta con un leone, fu ritrovato sull'isola di Samo, un alleato di Sparta.